# 高爾吉亞 (將軍)
高爾吉亞，前二世紀人物，是塞琉古帝國安條克四世時的將軍。他曾經被派到朱迪亞一帶鎮壓猶大·馬加比的猶太人反抗軍。

## 對抗猶大·馬加比
當時在塞琉古帝國治下的猶太人猶大·馬加比率領猶太反抗軍，來捍衛自身的猶太教信仰。猶大·馬加比在伯特和崙戰役擊敗塞琉古軍，根據瑪加伯上和弗拉維奧·約瑟夫斯的記載，當時國王安條克四世遠征東方而不在國內，就由塞琉古大臣呂西阿斯擔任攝政，是他決定派出大軍鎮壓猶大·馬加比，並由將軍高爾吉亞和尼卡諾爾率領。然而，瑪加伯下卻說是柯里敘利亞兼腓尼基總督托勒密派尼卡諾爾，而高爾吉亞是他的副將，並提到高爾吉亞相當有作戰經驗。
塞琉古軍隊無疑認為這場戰事將會獲得勝利，因此他們讓許多奴隸商人跟隨，準備俘虜戰俘後轉賣給他們。塞琉古軍在以馬忤斯安營，藉由親塞琉古帝國的猶太人為響導，高爾吉亞決定帶著5,000名步兵和1,000名騎兵前去夜襲猶大·馬加比的大營。然而，猶大·馬加比早一步得知敵軍的行動，於是放棄營地，全軍朝塞琉古在以馬忤斯的大營突擊。當高爾吉亞來到猶大·馬加比的大營，發現營地裡空無一人，他認為猶大·馬加比一定是害怕自己強大的兵力，逃到山區去了，他就繼續率兵往山區搜索敵蹤。第二天一早，猶大·馬加比來到以馬忤斯敵營前，以馬忤斯的塞琉古守軍因為擁有數量的優勢，故出營迎敵。儘管猶太反抗軍沒有盔甲和足夠的兵器，他們仍在馬忤斯戰役英勇擊敗塞琉古軍，當高爾吉亞回營後才發現自己的大營已經被焚毀，被迫退至非利士境內。此戰的結果迫使呂西阿斯親自率兵遠征，但呂西阿斯也無法平定反亂，被迫撤軍，猶大·馬加比因此占領了耶路撒冷。

## 猶大·馬加比占領耶路撒冷以後
隨著反抗軍奪得多場勝利，高爾吉亞不敢再進軍朱迪亞。之後瑪加伯上、瑪加伯下兩書記載可能有點矛盾或是出現混淆，瑪加伯上提到當猶大·馬加比和其兄長西門·太西率軍出征朱迪亞鄰近地區之時，猶大·馬加比旗下兩位將軍約瑟（Joseph）和亞撒利雅（Azariah），他們違反命令，草率進攻雅麥尼亞（Jamnia）。高爾吉亞那時就駐守雅麥尼亞城，並把這次反叛軍來犯狠狠痛擊，使敵軍損失慘重。然而瑪加伯下卻說當時高爾吉亞是埃多姆的督撫，也沒提到此事。
之後，瑪加伯下說猶大隨後率兵進攻埃多姆地區。作為督撫的高爾吉亞聚集3,000名步兵和400名騎兵前去迎敵，這場戰役戰況慘烈，高爾吉亞甚至險些被俘，但最後高爾吉亞的軍隊被擊敗，迫使他退入瑪黎撒，但同樣瑪加伯上沒提到此事。之後史書中就沒出現過高爾吉亞的名字了。

## 來源
1. ↑  瑪加伯上 4:60
2. ↑  瑪加伯下 10:14

- Hutchinson, J. (1915). Gorgias （页面存档备份，存于）. International Standard Bible *Encyclopedia. Eds. Orr, James, M.A., D.D. Retrieved December 9, 2005.
- 海恩李希·格拉茨（Heinrich Grätz）, Geschichte ii. 343, 357;
- Emil Schürer, Geschichte 3d ed., i. 205, 212;
- Benediktus Niese, in Hermes, xxxv. 466.G. S. Kr.

## 外部連結
- The Machabees at the Catholic Encyclopedia （页面存档备份，存于）